# 泰根與莎拉
泰根與莎拉（英語：Tegan and Sara），加拿大女双胞胎独立摇滚樂隊，1995年成立于卡尔加里。
此双胞胎乐队樂隊以雙胞胎姊妹Tegan Rain Quin和Sara Keirsten Quin（1980年9月19日—）為首。她们都能弹吉他、键盘和写歌。此樂隊已發行了8張專輯，最近一張為於2016年發行的《Love You To Death》。

## 早期生活
Tegan Rain Quin和Sara Keirsten Quin於1980年9月19日生於加拿大亞伯達省的卡加利。15岁时她们开始弹吉他和写歌。

## 個人生活
这对双胞胎姐妹都是公开的同性恋者。Tegan目前和她的摄影师女友居住在不列颠哥伦比亚溫哥華和加利福尼亚州洛杉矶，她们从从2008年开始交往。而Sara則和女友居住在魁北克省的蒙特利爾和纽约。她们从2011年开始交往。

## 乐队成员
- Tegan Quin – 主唱，吉他，键盘
- Sara Quin – 主唱，吉他，键盘

后援乐手
- Brendan Buckley – 鼓手 (2016–現今)
- Gabrial McNair – 键盘 (2016–現今)
- Vivi Rama – 贝斯(2017–現今)

前后援乐手
- Ted Gowans – 吉他，键盘 （2004年–2014年）
- Jasper Leak – 贝斯 （2012年–2014年）
- John Spence – 键盘 （2012年–2014年）
- Adam Christgau – 鼓手 （2013年–2014年）
- Johnny Andrews – 鼓手 (2006–2010)
- Shaun Huberts – 贝斯 (2007–2010)
- Dan Kelly – 贝斯 (2007)
- Chris Carlson – 贝斯 (2001–2006)
- Rob Chursinoff – 鼓手 (2001–2005)
- Jason McGerr – 鼓手 (2012)

## 唱片
- Under Feet Like Ours (1999)
- This Business of Art (2000)
- If It Was You (2002)
- So Jealous (2004)
- The Con (2007)
- Sainthood (2009)
- Heartthrob (2013)
- Love You To Death (2016)